# Lakhipur
Lakhipur là một thị xã và là nơi đặt ủy ban khu vực thị xã (town area committee) của quận Goalpara thuộc bang Assam, Ấn Độ.

## Địa lý
Lakhipur có vị trí 26°00′B 90°11′Đ / 26°B 90,18°Đ Nó có độ cao trung bình là 22 mét (72 feet).

## Nhân khẩu
Theo điều tra dân số năm 2001 của Ấn Độ, Lakhipur có dân số 12.545 người. Phái nam chiếm 51% tổng số dân và phái nữ chiếm 49%. Lakhipur có tỷ lệ 60% biết đọc biết viết, cao hơn tỷ lệ trung bình toàn quốc là 59,5%: tỷ lệ cho phái nam là 67%, và tỷ lệ cho phái nữ là 52%. Tại Lakhipur, 16% dân số nhỏ hơn 6 tuổi.